# Glyptothorax brevipinnis
Glyptothorax brevipinnis es una especie de peces de la familia Sisoridae en el orden de los Siluriformes.

## Morfología
• Los machos pueden llegar alcanzar los 9,7 cm de longitud total.

## Distribución geográfica
Se encuentra en la India.